# كأس نهرو 2012
كأس نهرو 2012 هي النسخة الـ15 من كأس نهرو وكأس نهرو الثالثة منذ إحيائها في عام 2007. وعقدت في الفترة من 22 أغسطس إلى 2 سبتمبر. تم استضافة البطولة في نيودلهي، الهند. شارك ما مجموعه 5 فرق في البطولة من خلال دعوة من اتحاد عموم الهند لكرة القدم. وكانت المباراة النهائية بين الهند والكاميرون والهند فازت بالمباراة بركلات الجزاء.
فازت الهند بكأس نهورو بعد تغلبها على الكاميرون ب 5–4 في ركلات الجزاء الترجيحية بعد انتهاء المباراة 2–2 في الوقت الإضافي.

## الشكل
في 15 يونيو 2012، أعلن اتحاد عموم الهند لكرة القدم شكل كأس نهرو 2012. وقد لعبت البطولة بأسلوب كل فريق يواجه الآخر. وفي النهاية، لعب الفريقان الأولان (الهند والكاميرون) من الفرق الخمسة في النهائي، والذي عقد في 2 سبتمبر.

## المكان
| نيودلهي                    |
| -------------------------- |
| ملعب جواهر لعل نهرو (دلهي) |
| السعة: 60,000              |
|                            |

## الفرق
كانت الفرق كما يلي:
| البلد                        | الكونفدرالية                | رتبة الفيفا |
| ---------------------------- | --------------------------- | ----------- |
| الهند                        | الاتحاد الآسيوي لكرة القدم  | 167         |
| سوريا                        | الاتحاد الآسيوي لكرة القدم  | 147         |
| المالديف                     | الاتحاد الآسيوي لكرة القدم  | 160         |
| نيبال                        | الاتحاد الآسيوي لكرة القدم  | 161         |
| منتخب الكاميرون لكرة القدم ب | الاتحاد الأفريقي لكرة القدم | -           |

## المباريات
تم الإعلان عن فرق ومباريات الدور الأول في 6 أغسطس 2012 من قبل اتحاد عموم الهند لكرة القدم.
| فريق        | لعب | ف | ت | خ | له | عليه | ف.أ | نقاط |
| ----------- | --- | - | - | - | -- | ---- | --- | ---- |
| الكاميرون ب | 4   | 3 | 1 | 0 | 11 | 3    | +8  | 10   |
| الهند       | 4   | 2 | 1 | 1 | 5  | 2    | +3  | 7    |
| المالديف    | 4   | 2 | 0 | 2 | 5  | 8    | −3  | 6    |
| سوريا       | 4   | 1 | 1 | 2 | 6  | 6    | 0   | 4    |
| نيبال       | 4   | 0 | 1 | 3 | 1  | 9    | −8  | 1    |

| الهند                                  | 2–1   | سوريا           |
| -------------------------------------- | ----- | --------------- |
| سونيل تشيتري 45+2' · أنتوني بيريرا 82' | تقرير | علاء الشبلي 89' |

| المالديف                                | 2–1   | نيبال             |
| --------------------------------------- | ----- | ----------------- |
| أسد الله عبد الله 6' · إسماعيل عيسى 77' | تقرير | جو مانو راي 90+4' |

| سوريا                            | 2–2   | الكاميرون ب                                   |
| -------------------------------- | ----- | --------------------------------------------- |
| علاء الشبلي 42' · عدي الجفال 80' | تقرير | ستيفان كينغي مبوندو 17' · إيبانغا 55' (ركلة.) |

| الهند                                              | 3–0   | المالديف |
| -------------------------------------------------- | ----- | -------- |
| سونيل تشيتري 45+2' (ركلة.)، 70' · سيد رحيم نبي 54' | تقرير |          |

| نيبال | 0–5   | الكاميرون ب                                     |
| ----- | ----- | ----------------------------------------------- |
|       | تقرير | كولوني 12'، 60' · إيبانغا 41'، 65' · موماسو 76' |

| المالديف                       | 2–1   | سوريا           |
| ------------------------------ | ----- | --------------- |
| علي أشفق 59' · أحمد رشيد 90+3' | تقرير | علاء الشبلي 81' |

| الهند | 0–0   | نيبال |
| ----- | ----- | ----- |
|       | تقرير |       |

| الكاميرون ب                                        | 3–1   | المالديف           |
| -------------------------------------------------- | ----- | ------------------ |
| ستيفان كينغي مبوندو 12'، 39' · إيبانغا 50' (ركلة.) | تقرير | أكرم عبد الغني 26' |

| سوريا                          | 2–0   | نيبال |
| ------------------------------ | ----- | ----- |
| هاني الطيار 9' · علي غليوم 49' | تقرير |       |

| الهند | 0–1   | الكاميرون ب |
| ----- | ----- | ----------- |
|       | تقرير | بيتي 2'     |

### النهائي
| الهند                                 | 2–2 (وقت إضافي) | الكاميرون ب                                     |
| ------------------------------------- | --------------- | ----------------------------------------------- |
| غورامانغي سينغ 19' · سونيل تشيتري 78' | تقرير           | تييري ماكون نلوغا 29' · ستيفان كينغي مبوندو 54' |

## الهدافون
4 أهداف
- سونيل تشيتري
- أليكس إيبانغا
- ستيفان كينغي مبوندو

3 أهداف
- علاء الشبلي

هدفين
- فيغني كولوني

هدف
| - جوزيف موماسو - سامويل بيتي - تييري ماكون نلوغا - أنتوني بيريرا - سيد رحيم نبي | - غورامانغي سينغ - أكرم عبد الغني - أسد الله عبد الله - علي أشفق - إسماعيل عيسى | - أحمد رشيد - جو مانو راي - علي غليوم - هاني الطيار - عدي الجفال |

## وصلات خارجية
- Details at Goal.com
- Details at Soccerway.com
- Details at Futbol24.com